# Бэтмен и Харли Квинн
«Бэтмен и Харли Квинн» (англ. Batman and Harley Quinn) — американский анимационный супергеройский фильм 2017 года, является частью серии оригинальных анимационных фильмов вселенной DC. Вышел сразу на цифровых носителях в HD и UHD форматах 15 августа 2017 года. Релиз на 4K UHD Blu-ray, Blu-Ray и DVD — 29 августа 2017 года. Присвоен рейтинг PG-13.

## Сюжет
Надвигающаяся глобальная катастрофа заставляет Бэтмена и Найтвинга заручиться поддержкой неожиданного партнёра. Ядовитый Плющ и Джейсон Вудроу (Флороник Мен) затевают операцию по экологическому спасению планеты, но большей части человечества нет места в их плане. Чтобы спасти человечество и поймать Ядовитый Плющ, Бэтмен и Найтвинг вынуждены объединиться с Харли Квинн. Но на пути к нелёгкой цели терпение Бэтмена будет ни раз подвергнуто суровому испытанию выходками непредсказуемой и ненадёжной Харли.

## Роли озвучивали
| Актёр                 | Роль                                |
| --------------------- | ----------------------------------- |
| Кевин Конрой          | Брюс Уэйн / Бэтмен                  |
| Мелисса Рауш          | Харлин Квинзель / Харли Квинн       |
| Лорен Лестер          | Дик Грейсон / Найтвинг              |
| Пэйджет Брюстер       | Памела Лилиан Айсли / Ядовитый Плющ |
| Кевин Майкл Ричардсон | Джейсон Вудроу / Флороник Мен       |
| Джон Ди Маджо         | Болотная тварь, Сержант Сталь       |
| Брюс Тимм             | Бустер Голд                         |
| Эрик Бауза            | Уэсли / второстепенные персонажи    |

## Отзывы
Фильм получил неоднозначные отзывы от критиков, многие из которых хвалят анимацию, голос актеров Конроя и Лестера, но критикуют сценарий и роль Рауш в качестве Харли Квинн. Это связано с тем, что картина неизбежно вызывает ностальгию по мультсериалам «Бэтмен» и «Новые приключения Бэтмена», во многом потому что происходит в той же вселенной, особенно по некоторым эпизодам: «Харли и Ядовитый плющ», «Харликвиниада», «Каникулы Харли», «Рыцари праздничных дней», «Сумасшедшая любовь», с озвучкой Арлин Соркин и Дианы Першинг. Кроме того, Джокер почти совсем не упоминается. Как альтернатива Рауш, голос преступнице могли дать Хинден Уолш или Тара Стронг.